# 서천군의 농어촌버스
서천군의 농어촌버스는 충청남도 서천군을 중심으로 운행하는 버스를 이용한 대중교통 수단으로, 운수업체로는 서천여객이 유일하다.
2018년 7월 노선번호제가 도입되었다.

## 운임
2013년 8월 기준
| 종류 | 나이                    | 카드 (원) | 현금 (원) |
| ---- | ----------------------- | --------- | --------- |
| 일반 | 어른 (만 19세 이상)     | 1250      | 1300      |
| 일반 | 청소년 (만 13세 ~ 18세) | 990       | 1040      |
| 일반 | 어린이 (만 7세 ~ 12세)  | 600       | 650       |

- 단일요금제 시행, 2014년 1월 1일부터 무료환승제 실시.[1]

## 운수 업체
2014년 12월 기준이다.
| 운행업체 | 보유 노선수 | 면허 대수 | 등록 대수 |
| -------- | ----------- | --------- | --------- |
| 서천여객 | 38          | 30        | 30        |
| 합계     | 38          | 30        | 30        |